# Werkzeugrevolver

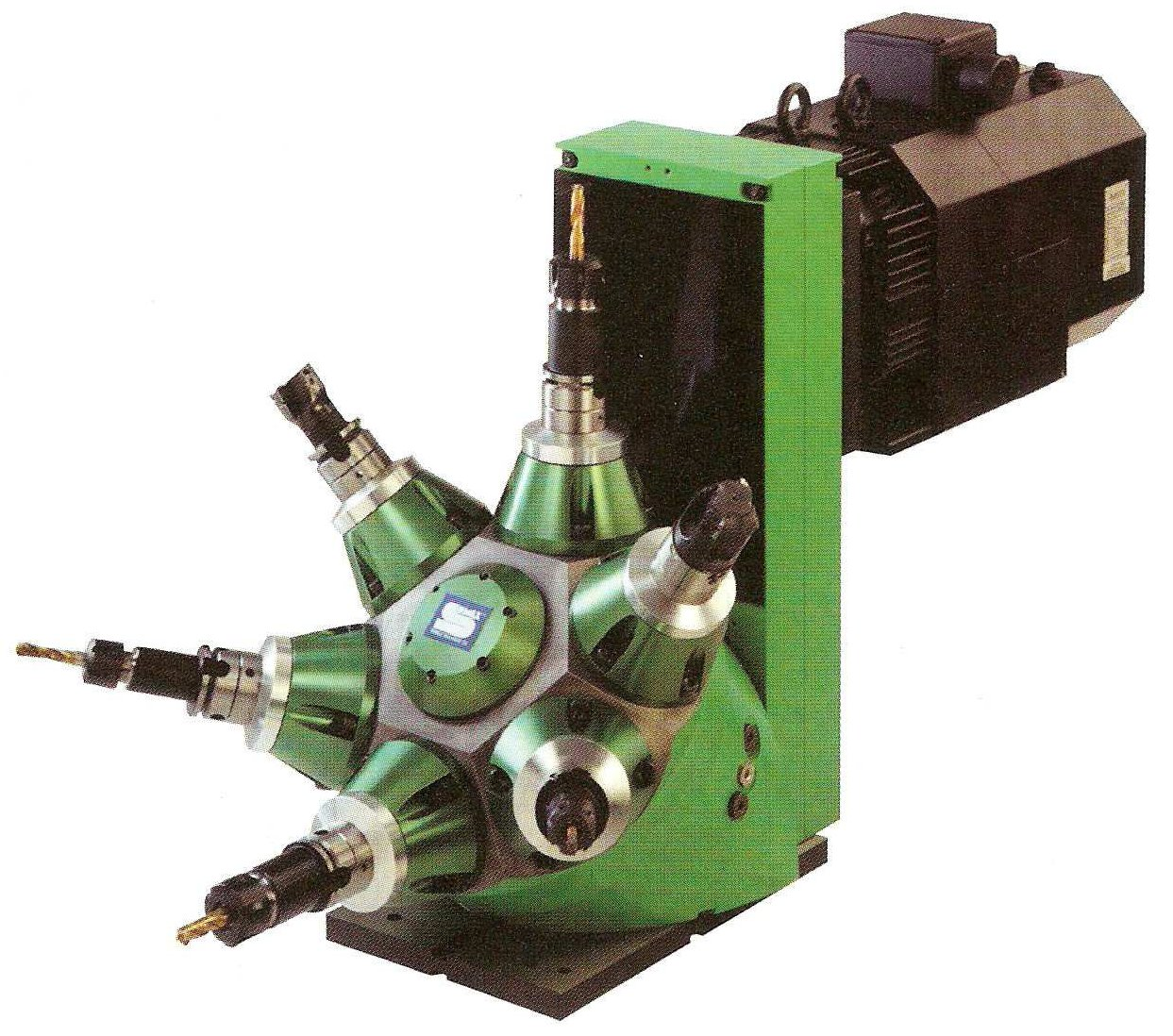
Revolverkopf für 6 Fräser

Der Werkzeugrevolver oder Revolverkopf ist eine Werkzeugaufnahme oder Halterung für mehrere Werkzeuge bei der maschinellen Bearbeitung von Werkstücken.

## Geschichte

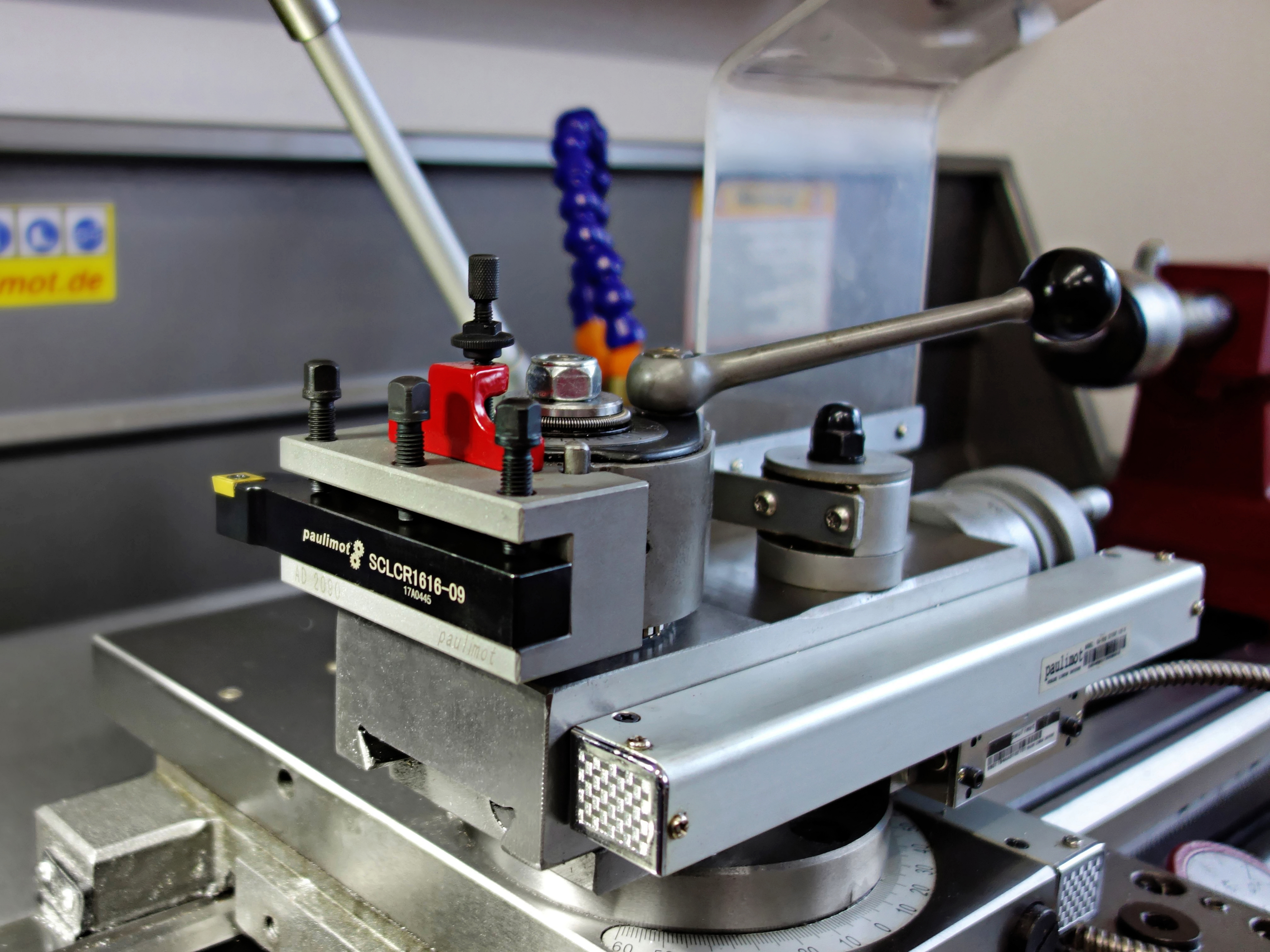
Multifix

Bereits 1890 konstruierte Julius Wilhelm von Pittler eine erste Revolverkopf-Maschine. Ein Vorläufer zum Werkzeugrevolver war das System „Multifix“. Das Schnellwechselsystem erlaubte, Drehstähle für Drehmaschinen exakt in einer Werkzeugaufnahme auszurichten, und dann zusammen mit der Werkzeugaufnahme mit nur zwei Handgriffen mit dem Werkzeugschlitten zu verbinden. Dadurch konnten die Werkzeuge ohne Zeitverlust gewechselt werden. Erfunden wurde das System 1943 in der Schweiz von J.F.Minder und J.E.Weigle.

## Einsatz
Bei der Bearbeitung von Werkstücken durch Werkzeugmaschinen sind für verschiedene Arbeitsschritte unterschiedliche Werkzeuge erforderlich. Damit der Fertigungsvorgang nicht nach jedem Schritt unterbrochen werden muss, damit das Werkzeug gewechselt werden kann, werden mehrere Werkzeuge in einen drehbaren Werkzeughalter eingespannt. Nach jedem Schritt wird der Werkzeugrevolver so in die Arbeitsebene gedreht, dass das zum nächsten Schritt passende Werkzeug zum Einsatz kommen kann. Die Werkzeuge werden dazu im Werkzeugkopf so eingemessen und eingespannt, dass sie in der Serienfertigung für die jeweiligen Schritte bereits richtig zum Werkstück positioniert sind.

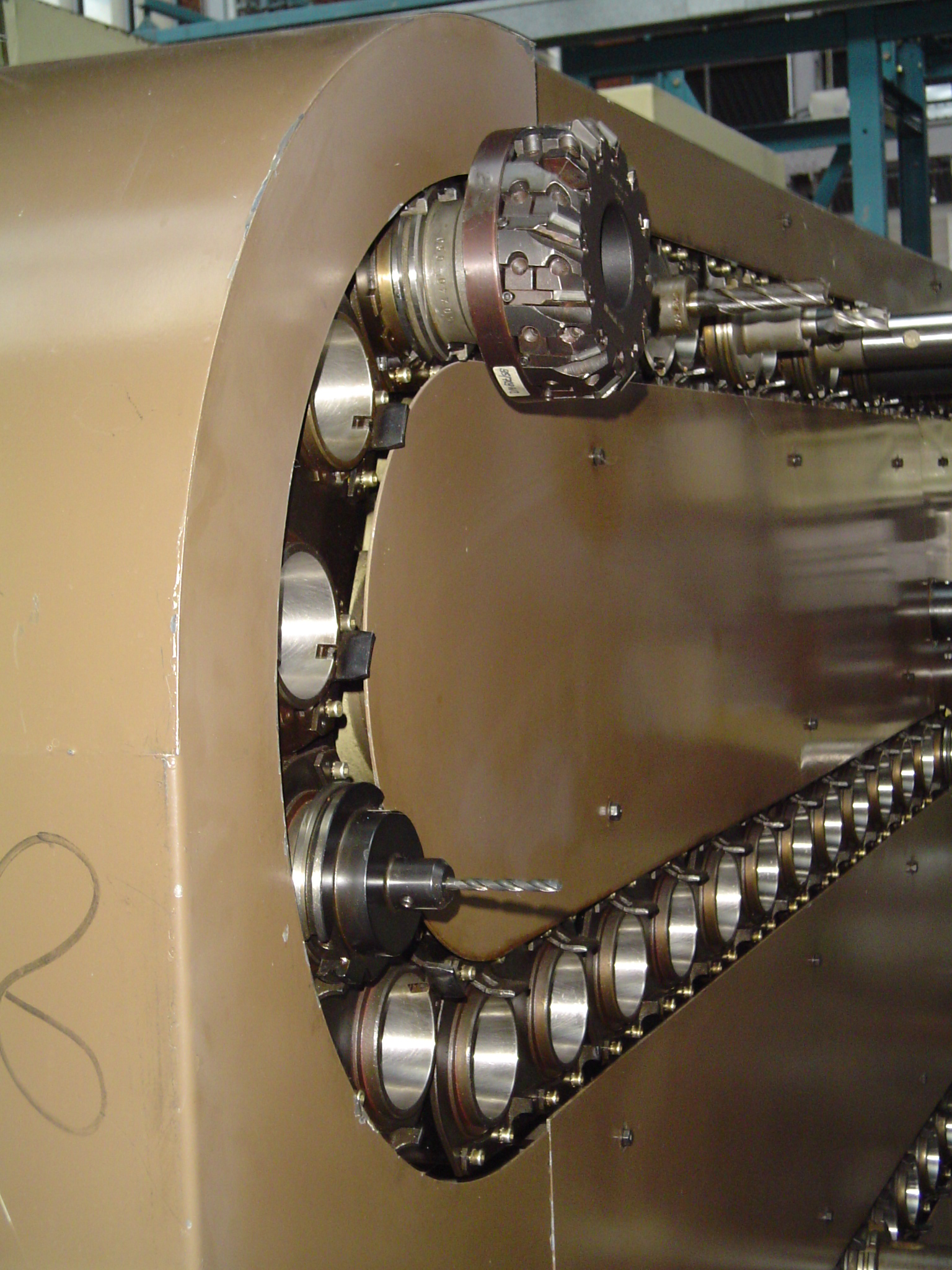
Werkzeugspeicher

Insbesondere in der automatischen Fertigung mit CNC-Maschinen zum Drehen, Fräsen, Bohren werden Werkzeugrevolver eingesetzt. Bei komplexen Fertigungen werden die Revolver bei Bedarf während des Fertigungsablaufs durch weitere Werkzeuge mittels Roboter aus einem Werkzeugmagazin bestückt. Auch verbrauchte oder defekte Werkzeuge werden automatisch erkannt und durch neue ersetzt.

## Systeme
Man unterscheidet Linear-, Stern-, Mehrkant-, Trommel-, Kronen- und Scheibenrevolver.